# Marko Vujin
Marko Vujin (Bačka Palanka, 7 de dezembro de 1984) é um jogador de andebol sérvio que joga atualmente pelo Sporting Clube de Portugal.